# Карпато-русский отряд
Карпа́то-ру́сский отря́д, карпатору́сский отря́д — в 1918—1920 гг. отряд Добровольческой Армии, сформированный в Ростове-на-Дону добровольцами-студентами, крестьянами и бывшими офицерами австрийской армии — уроженцами Прикарпатья по инициативе участников Русского народного совета Прикарпатской Руси:101—102. Первоначальная численность 41 человек. К лету 1918 года насчитывал до 100 человек.

## Формирование отряда
Создан 21 января 1918 г. в помещении общества «Червоная Русь» по инициативе участников «Русского Народного Совета Прикарпатской Руси» Л. Ю. Алексевича и Г. С. Мальца.
Общественный деятель, публицист, впоследствии капитан и командир карпато-русского отряда Василий Ваврик так описывает формирование отряда:102:

Формирование Карпаторусского добровольческого отряда принял на себя добровольно Григорий Семёнович Малец совместно с Л. Ю. Алексевичем, оба товарищи председателя «Русского Народного Совета Прикарпатской Руси», который достиг соглашения с ген. Алексеевым на некоторых условиях, как:
- 1. Совет имеет право выбрать себе командира для отряда.
- 2. Офицеры-галичане сохранят чин, какой они имели в рядах Австрийской армии.
- 3. Добровольческая армия и затем русское правительство будут поддерживать Совет в его стремлениях.
- 4. Вольноопределяющиеся будут приниматься в военные училища на правах русских подданных.
- 5. Отряд будет подчиняться командованию Добровольческой армии и уставам, которые обязывали Русскую армию до революции.

Января 21-го дня 1918 года организаторами выпущено было воззвание к землякам с призывом записываться в Карпаторусский отряд. Одновременно наскоро было созвано собрание студентов в помещении общества «Червонная Русь». Малец объяснил цель отряда, его значение в случае освобождения России от большевиков, и первым записался в добровольцы. Из студентов записались: Александр Журавецкий, Александр Канин, Александр Пелех, Василий Колдра и Василий Ваврик; из крестьян: Петр Пыж, Андрей Хома, Влад. Серант и Ив. Бубняк. Всего больше было гимназистов: Евгений Гошовский, Николай Дияковский, Владимир Гнагик, Феодосий Демков, Иван Загайко, Евстахий Иванович, Мирон Ковалишин, Василий Колодей, Феодор Купецкий, Ромуальд Лопуский, Ярослав Мацан, Иван Мацелюх, Осип Моцко, Николай Лещишин, Лев Пелех, Роман Лагола, Зиновий Процык, Владимир Охнич, Степан Химич, Игорь Филипчак, Семён Худоба, Григорий Фитио, Иван Сушкевич, Лев Цымбалистый, Владим. Сойка, Григорий Якимец. Кроме того, в отряд пришли ещё Туркестанского полка прапорщик Богдан Яцев, офицер австрийской службы Николай Веловчук и студент Григорий Цыбик.

## Деятельность в составе Добровольческой Армии
Только что сформированный Карпато-русский отряд вошёл отдельной ротой в состав Чехословацкого батальона Добровольческой армии, с которым участвовал в Первом Кубанском походе. Когда во второй половине 1918 года белые перешли в активное наступление, в только что занятом Мариуполе чехи перешли к французам, союзникам белых, покинув Добровольческую армию, и в батальоне остались только русины. По приказу генерала Ельчанинова, батальон был переименован в Карпато-русский. В 1919 году был переформирован в Славянский пехотный полк, численность которого достигала 1 200 человек (по другим данным, 2 000 человек, включая нестроевых). Полк принимал активное участие в боях с махновскими формированиями в районе Александровска (Запорожья) в 1919, где потерпел тяжелое поражение, в боевых действиях в Северной Таврии и обороне Крыма в 1920 г.
Отрядом последовательно руководили: прапорщик Б. Н. Яцев, капитан В. Р. Ваврик (с 9 марта 1918 г.), поручик Матоглина (с конца 1918), штабс-капитан Пиаццо, подпоручик А. Е. Брояковский, полковник Писаренко.
Когда отряд был развёрнут в полк, его возглавил генерал-майор Вицентьев.
В 1920 году в Русской армии Врангеля понесший большие потери полк был распущен. Оставшимися в строю русинами руководил полковник Маркович. Вскоре оставшиеся русины были переведены в Сводно-стрелковый полк, где образовали 2‑й Карпато-русский отдельный батальон, командиром которого был назначен поручик (позднее штабс-капитан) Владимир Гнатик. Затем Сводно-Стрелковый полк был расформирован, а Карпато-русский батальон стал 4-й Карпато-русской ротой 49‑й Брестского полка, входившего в 13‑ю дивизию 2‑го корпуса. Командовал ротой по-прежнему штабс-капитан Гнатик.
Значительная часть бойцов роты погибли или пропали без вести во время боев, предшествовавших отступлению белых из Крыма. Мемуары о деятельности отряда оставил известный русофил Василий Ваврик, некоторое время командовавший отрядом, а в конце 1920 года по ранению находившийся в тылу.